# Ілайз Леверік
Ілайз Леверік  (англ. Elise Laverick, 27 липня 1975) — британська веслувальниця, олімпійська медалістка.

## Виступи на Олімпіадах
| Олімпіада   | Дисципліна                     | Місце |
| ----------- | ------------------------------ | ----- |
| Сідней 2000 | вісімка розстібна зі стерновим | 7     |
| Афіни 2004  | двійка парна                   | 3     |
| Пекін 2008  | двійка парна                   | 3     |